# Шульц, Фридрих (генерал)
Карл Фридрих Шульц (нем. Karl Friedrich Schulz; 15 октября 1897 — 30 ноября 1976) — германский военачальник, генерал пехоты, кавалер Рыцарского креста с Дубовыми Листьями и Мечами.

## Первая мировая война
Во время Первой мировой войны в октябре 1914 года добровольцем поступил на службу в полк полевой артиллерии. В 1916 году произведён в лейтенанты, служил в 3-м пехотном полку.

## Между мировыми войнами
После войны продолжил службу в рейхсвере. В 1930 году переведён в штаб 4-й дивизии (в Дрездене), с 1 ноября 1931 года — капитан. С октября 1935 — начальник штаба 23-й пехотной дивизии (с января 1936 — майор). С октября 1937 — служил в штабе верховного командования вермахта, с февраля 1939 — подполковник.

## Вторая мировая война
В начале Второй мировой войны служил в штабе верховного командования вермахта, с 20 апреля 1940 года — начальник штаба 43-го армейского корпуса. Он принимал участие во французской кампании и в войне против Советского Союза. С апреля 1941 — полковник.
В мае-ноябре 1942 — начальник штаба 11-й армии. 1 июля 1942 года Фридрих Шульц был повышен до генерал-майора. В декабре 1942 — феврале 1943 был начальником штаба группы армий «Дон». В марте-апреле 1943 — в командном резерве.
Э. фон Манштейн писал: «Преемником Велера стал генерал Шульц. И он стал для меня верным другом и советчиком. Во время самой тяжелой обстановки в зимнюю кампанию 1942 г., в дни гибели 6-й армии, он был для меня особенно ценным помощником. Этот храбрейший человек отличался железными нервами. Он прекрасно понимал нужды войск и всегда оставался одинаково любезным. Ещё раньше, будучи командиром дивизии, он за руководство боевыми действиями в очень сложной обстановке был награждён Рыцарским крестом. Позже, командуя уже корпусом на фронте группы армий „Юг“, он стоял, как утес во время прибоя.»
С мая 1943 — командир 28-й егерской дивизии, с июля — генерал-лейтенант. В ноябре он был назначен на должность командующего 3-го танкового корпуса. С 1 апреля 1944 — произведён в звание генерал пехоты и назначен командующим 46-м танковым корпусом.
С 25 июля 1944 — командующий 17-й армией. В апреле 1945 года — командовал группой армий «G».
После войны Фридрих Шульц оставался в американском плену до 1946 года.

## Награды
- Железный крест 2-го класса (2 июня 1916) (Королевство Пруссия)
- Железный крест 1-го класса (27 января 1918)
- Нагрудный знак «За ранение» (1918) в чёрном
- Почётный крест Первой мировой войны 1914/1918 с мечами
- Пряжка к Железному кресту 2-го класса (6 апреля 1940)
- Пряжка к Железному кресту 1-го класса (14 июня 1940)
- Медаль «За зимнюю кампанию на Востоке 1941/42»
- Рыцарский крест Железного креста с дубовыми листьями и мечами
  - рыцарский крест (29 марта 1942)
  - дубовые листья (№ 428) (20 марта 1944)
  - мечи (№ 135) (26 февраля 1945)